# ペンナビッリ
ペンナビッリ（伊: Pennabilli）は、イタリア共和国エミリア＝ロマーニャ州リミニ県にある、人口約2,600人の基礎自治体（コムーネ）。
2009年に、マルケ州ペーザロ・エ・ウルビーノ県から移管された。

## 地理

### 位置・広がり
リミニ県のコムーネ。ウルビーノから西北西へ31km、リミニから南西へ37kmの距離にある。

#### 隣接コムーネ
隣接するコムーネは以下の通り。括弧内のARはアレッツォ県、PUはペーザロ・エ・ウルビーノ県所属を示す。
- バディーア・テダルダ (AR)
- カルペーニャ (PU)
- カステルデルチ
- マイオーロ
- モンテコピオーロ
- ノヴァフェルトリア
- サンターガタ・フェルトリア
- セスティーノ (AR)

### 気候分類・地震分類
ペンナビッリにおけるイタリアの気候分類 (it) および度日は、zona E, 2581 GGである。
また、イタリアの地震リスク階級 (it) では、zona 2 (sismicità media) に分類される。

## 行政

### 分離集落
以下の分離集落（フラツィオーネ）がある。
- Ca' Romano, Maciano, Miratoio, Molino di Bascio, Ponte Messa, Scavolino, Soanne